# Gabby Levy
Gabby Levy (hebräisch גבי לוי; * 21. Juni 1944 in Bergama, Türkei) ist ein israelischer Diplomat.
Anfang 1949 emigrierten Levy und seine Eltern nach Israel. Levy besuchte die Israeli Defense Forces Military Academy in Haifa und diente von 1963 bis 1968 in der israelischen Armee. Er studierte Geschichte des Mittleren Ostens und Geografie an der Universität Tel Aviv. Nachdem er dort seinen Bachelor erhalten hatte, setzte er sein Studium an der Bar-Ilan-Universität fort und erhielt seinen Master.
Nach Beendigung seines Studiums 1973 begann Levy im israelischen Außenministerium zu arbeiten. Von 1975 bis 1979 war er erst Zweiter Sekretär, dann Erster Sekretär an der israelischen Botschaft in Kingston, Jamaika. Danach war er von 1979 bis 1982 Erster Sekretär in der Informationsabteilung des Außenministeriums. Von 1982 bis 1985 fungierte er als Konsul für Presse- und Öffentlichkeitsarbeit am israelischen Generalkonsulat in Chicago.
Von 1989 bis 1992 war Levy Botschafter in der Dominikanischen Republik, sowie nicht-residierender Botschafter bei Antigua und Barbuda, den Bahamas, Barbados und St. Kitts und Nevis. Nach Tätigkeiten als Generaldirektor des Cultural Institute Iberia & Latin America (1992–1994) und als Direktor des Official Guests Department des israelischen Außenministeriums (1994–1998) bekleidete er erneut den Posten eines Botschafters. Diesmal vertrat er Israel von 1999 bis 2004 in Australien und war gleichzeitig als nicht-residierender Botschafter bei Fidschi, den Marshallinseln, den Föderierten Staaten von Mikronesien, Nauru, Palau, Papua-Neuguinea, den Salomonen und Vanuatu akkreditiert.
Levy war seit 2006 der israelische Botschafter in der Türkei. Im September 2011 wurde er im Zuge der Veröffentlichung des UN-Berichts über den israelischen Militäreinsatz gegen eine Hilfsflotte für den Gazastreifen im Mai 2010, bei der neun türkische Aktivisten an Bord der Mavi Marmara getötet wurden, ausgewiesen. Er befand sich zum Zeitpunkt seiner Ausweisung jedoch bereits in Israel, da seine Amtszeit als Botschafter in der Türkei ohnehin ablief.